# František Bařina
František Bařina, OSA, plným jménem František Saleský Jan Bařina (26. ledna 1863 Břest – 22. září 1943 Brno), byl český římskokatolický opat a politik, počátkem 20. století poslanec Moravského zemského sněmu a Panské sněmovny, po vzniku Československa poslanec Revolučního národního shromáždění.

## Biografie
Pocházel ze sedmi sourozenců ze zámožné sedlácké rodiny z Břestu u Kroměříže. Po šest let studoval Arcibiskupské gymnázium v Kroměříži, pak dva roky na gymnáziu v Přerově, kde roku 1883 maturoval s vyznamenáním. Téhož roku nastoupil jako novic do augustiniánského kláštera v Brně. Zde získal jméno František Saleský. Studoval bohosloví v Brně a na kněze byl vysvěcen roku 1887. Stal se kooperátorem při starobrněnské faře. Učil jako katecheta na českých i německých školách Brně. Byl členem českých spolků a dlouhodobě byl místopředsedou starobrněnské besedy. Od října 1901 působil jako opat augustiniánského kláštera na Starém Brně.
Zasedal v letech 1906 – 1913 za Stranu konzervativního velkostatku na Moravském zemském sněmu, kam byl zvolen v zemských volbách roku 1906 za kurii velkostatkářskou, v I. sboru. V zemských volbách roku 1913 byl zvolen na Moravský zemský sněm znovu, opět za velkostatkářskou kurii.
Od roku 1907 byl také členem Panské sněmovny Říšské rady. Překládal z polštiny a ruštiny.
Po vzniku Československa zasedal za Československou stranu lidovou v letech 1918 – 1919 v Revolučním národním shromáždění. Na 35. schůzi parlamentu v březnu 1919 na členství v tomto zákonodárném sboru rezignoval.
Je pohřben na Ústředním hřbitově v Brně.